# سباق جائزة لا مارسيليس الكبرى 2010
سباق جائزة لا مارسيليس الكبرى 2010   هو سباق دراجات هوائية، وهو الموسم رقم 31 من السباق، وأقيم في 31 يناير 2010، وامتدّ لمسافة 139.7 كيلومتر، وهو أحد سباقات طواف أوروبا للدراجات 2009–10، وهو من نوع سباق يوم واحد، وهو من نوع سباق الدراجات.
فاز فيه بالمركز الأول جوناثان إيفيرت، وبالمركز الثاني Johnny Hoogerland ‏، وبالمركز الثالث سامويل دومولين.

## التصنيف العام النهائي
| التصنيف العام | التصنيف العام        | التصنيف العام   | التصنيف العام                | التصنيف العام |  |
| الدراج        | الدراج               | البلد           | الفريق                       | الوقت         |  |
| ------------- | -------------------- | --------------- | ---------------------------- | ------------- |  |
| 1.            | جوناثان إيفيرت       | فرنسا           | Saur-Sojasun                 |               |  |
| 2.            | Johnny Hoogerland ‏   | هولندا          | Vacansoleil                  |               |  |
| 3.            | سامويل دومولين       | فرنسا           | كوفيديس                      |               |  |
| 4.            | ستيف كامينغز         | المملكة المتحدة | سكاي                         |               |  |
| 5.            | ريمي دي جريجوريو     | فرنسا           | La Française des jeux        |               |  |
| 6.            | بيتر جاكوبس          | بلجيكا          | Topsport Vlaanderen-Mercator |               |  |
| 7.            | Martial Ricci-Poggi ‏ | فرنسا           |                              |               |  |
| 8.            | برايس فيلو           | فرنسا           | Vacansoleil                  | + 5 ث         |  |
| 9.            | Kalle Kriit ‏         | إستونيا         | كوفيديس                      |               |  |
| 10.           | رومان فيلو           | فرنسا           | Vacansoleil                  | + 11 ث        |  |